# Francisco Rodrigues (cartógrafo)
Francisco Rodrigues foi um piloto e cartógrafo português que viveu no século XVI.
Não se sabe nem quando nasceu nem quando morreu. Foi piloto de Afonso de Albuquerque e da caravela comandada por Simão Afonso Bisagudo na frota que, com António de Abreu e Francisco Serrão, partiu à descoberta das "ilhas das especiarias" - as ilhas Banda, nas Molucas. É conhecido sobretudo por ser o autor do primeiro atlas do mundo moderno, o chamado «Livro de Francisco Rodrigues», concluído em 1515.

## Referencias
1. ↑  Armando Cortesão, The Suma Oriental of Tomé Pires: an account of the east, from the Red Sea to Japan, written in Malacca and India in 1512–1515/The Book of Francisco Rodrigues rutter of a voyage in the Red Sea, nautical rules, almanack and maps, written and drawn in the east before 1515, The Hakluyt Society, 1944
2. ↑  Rodrigues, Francisco, active (2008), O livro de Francisco Rodrigues : o primeiro atlas do mundo moderno, ISBN 972-8025-78-5, Editora da Universidade do Porto, OCLC 313978374, consultado em 22 de maio de 2022